# Гореня Вас (Требнє)
Гореня Вас (словен. Gorenja vas) — поселення в общині Требнє, регіон Південно-Східна Словенія, Словенія.